# Districtul Szikszó
Szikszó (în maghiară Szikszói járás) este un district în județul Borsod-Abaúj-Zemplén, Ungaria.
Districtul are o suprafață de 309,24 km2 și o populație de 17.566 locuitori (2013).